# Тиле, Хольгер
| Открытые астероиды: 4 | Открытые астероиды: 4 |
| --------------------- | --------------------- |
| (797) Монтана         | 17 ноября 1914        |
| (843) Николая         | 30 сентября 1916      |
| (1847) Штоббе         | 1 февраля 1916        |
| (3229) Зольнхофен     | 9 августа 1916        |

Хольгер Тиле (дат. Holger Thiele; 25 сентября 1878 — 5 июня 1946) — американский астроном датского происхождения, первооткрыватель комет и астероидов, математик и актуарий. В период 1914 по 1916 год им было обнаружено в общей сложности 4 астероида. Помимо этого он является первооткрывателем долгопериодической кометы C/1906 V1. Участвовал в расчётах орбит других комет.
Является сыном другого известного датского астронома и математика Торвальда Тиле. Первоначально с 1900 по 1901 год работал в городе Бамберге, затем с 1901 по 1908 в обсерватории Копенгагена и только после этого начал работать в Гамбургской обсерватории, где и сделал все свои открытия астероидов. В 1912 году эмигрировал в США, где с 1917 года работал в Ликской обсерватории.